# Nodo di Savoia
Nodo di Savoia è un termine utilizzato in araldica per indicare il nodo sotto rappresentato, detto anche nodo d'amore.
Simbolo araldico di Casa Savoia, è presente nella monetazione degli Stati sabaudi, nel Collare dell'Ordine Supremo della Santissima Annunziata, nel Manto reale d'Italia, spesso affiancato al motto FERT e alle tradizionali rosette.

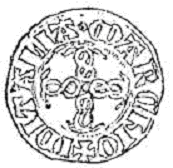
Conio di moneta sabauda

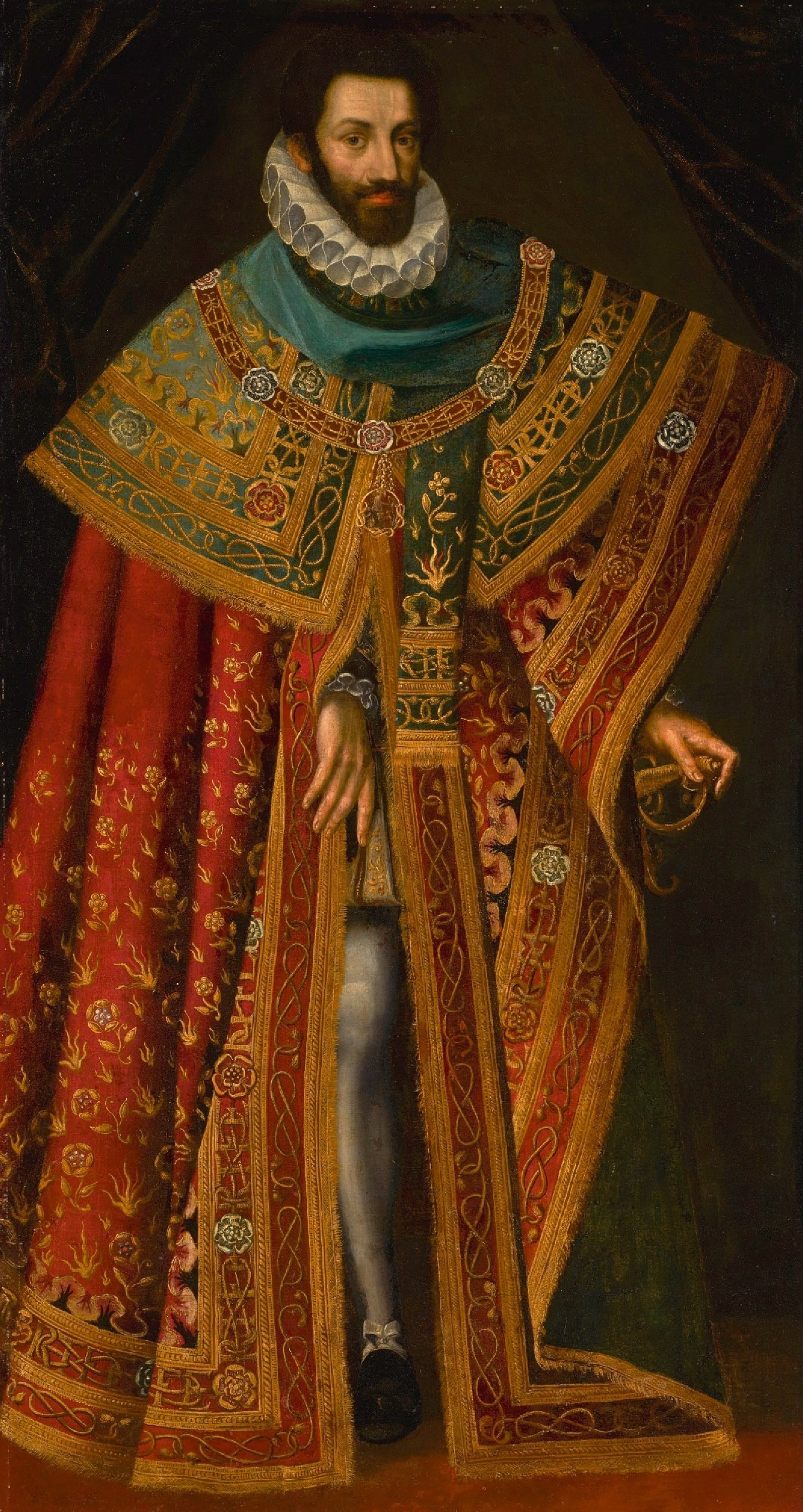
Ritratto del Duca Emanuele Filiberto di Savoia con manto di cavaliere dell'Annunziata

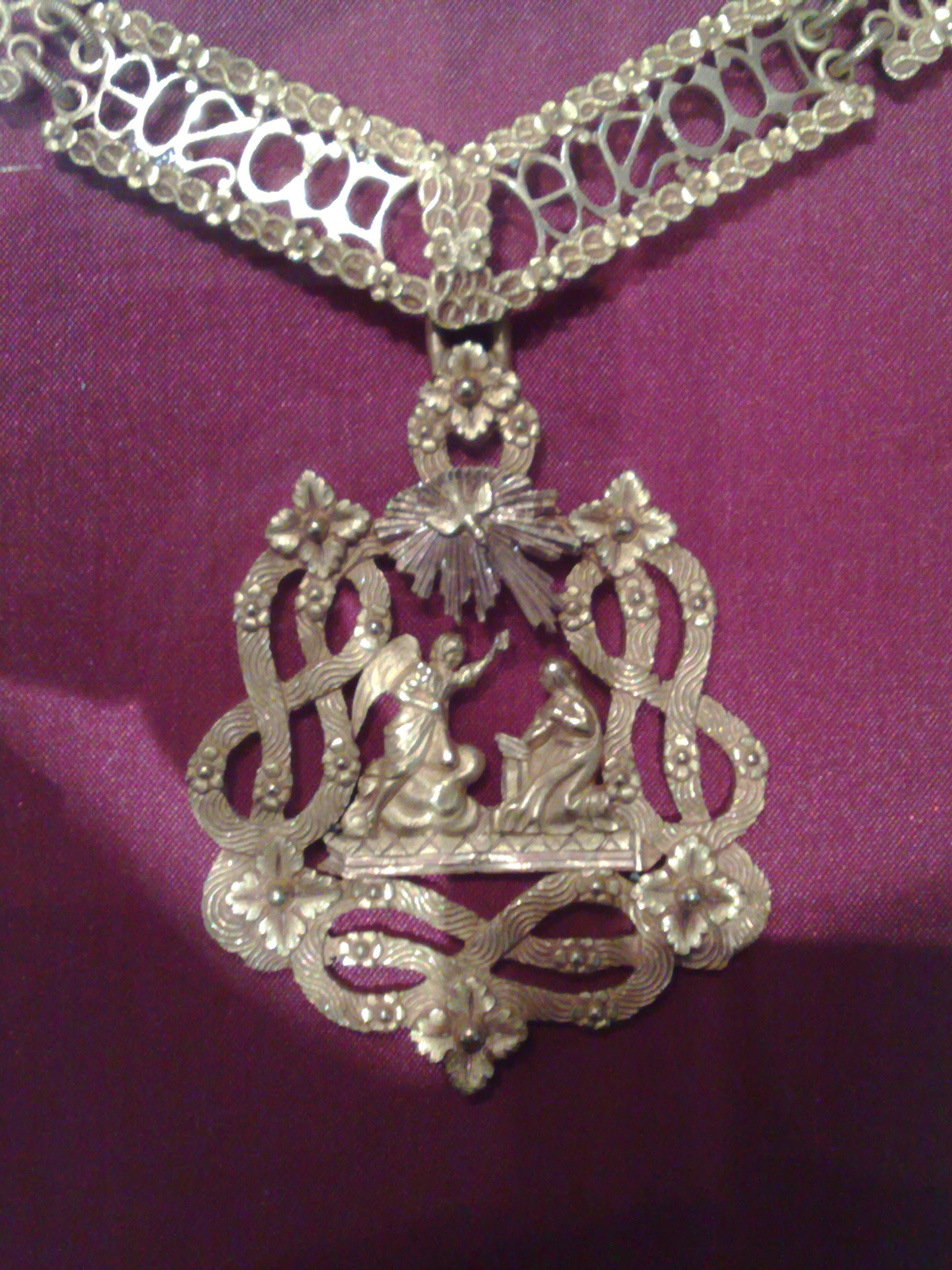
Particolare del pendente del Collare dell'Annunziata